# عطا الله خيري
عطا الله خيري محمود أحمد دبلوماسي وسياسي فلسطيني، يشغل منصب سفير دولة فلسطين لدى المملكة الأردنية الهاشمية منذ عام 2006.

## حياته
في 14 مايو 2003، رُفع إلى درجة مدير عام في ديوان الموظفين العام وأُفرز للعمل في سفارة دولة فلسطين لدى الأردن.
في 7 يناير 2006، ترقى إلى درجة سفير، وعُين سفيرًا لدولة فلسطين لدى الأردن، وفي 8 مارس 2006 سلّم أوراق اعتماده سفيرًا مفوضًا فوق العادة لدى الأردن.